# It’s a Shame About Ray
It’s a Shame About Ray Lovey — пятый студийный альбом американской рок-группы The Lemonheads. Он был выпущен 2 июня 1992 года лейблом Atlantic Records, став вторым альбомом группы для этой звукозаписывающей компании. Продюсерами альбома выступили братья Робб из группы The Robbs. На момент основной записи группа состояла из Эвана Дандо (ведущий вокалист, гитара), Джулианы Хэтфилд (бас-гитара, бэк-вокал) и Дэвида Райана (ударные). Хотя изначально кавер-версия песни Simon & Garfunkel «Mrs. Robinson» была добавлена в альбом в более поздних изданиях после того, как она стала крупным мировым радиохитом, и в ней представлен более поздний состав группы с Ником Далтоном на басу.

## История
Заглавный трек был вдохновлён цитатой, которую лидер группы Эван Дандо увидел в сиднейской газете в ноябре 1991 года. Газетная статья была о 15-летнем мальчике по имени Рэй, который бросил школу в Ноуре и переехал в Сидней, где он был бездомным и подумывал о работе проституткой.
Альбом стал международным хитом для группы, достигнув 31-го места в британском Top 100, а также 5-го места в чарте Modern Rock Tracks в США. Позже песня заняла 138-е место в списке «200 лучших треков 90-х» Pitchfork. В музыкальном видео снялся Джонни Депп.
На обложке альбома изображены актриса Полли Нунан и её машина.

## Отзывы
| Оценки критиков               | Оценки критиков |
| Источник                      | Оценка          |
| ----------------------------- | --------------- |
| AllMusic                      | [ 11 ]          |
| Chicago Tribune               | [ 12 ]          |
| Encyclopedia of Popular Music | [ 13 ]          |
| Mojo                          | [ 14 ]          |
| NME                           | 8/10            |
| Pitchfork                     | 8.4/10          |
| Q                             | [ 17 ]          |
| The Rolling Stone Album Guide | [ 18 ]          |
| Select                        | 4/5             |
| Uncut                         | [ 20 ]          |

Альбом получил в целом положительные отзывы от современных музыкальных критиков.
Стивен Томас Эрлевайн из AllMusic отметил, что «Если Lovey запечатлел Эвана Дандо, когда тот нашёл свою фирменную смесь панк-попа, джангл-попа и фолк-рока, It’s a Shame About Ray — это то, где он усовершенствовал этот стиль. Альбом, который пролетает менее чем за полчаса, представляет собой простую коллекцию солнечных мелодий и хуков, представленных с типичной для Дандо беспечностью. Ни одна из песен не о чем-то важном, и у них нет удивительно оригинальных мелодий, но в этом и заключается их очарование — они сразу доступны и полностью цепляют. Непринуждённые наблюдения Дандо об изгоях среднего класса — это небольшие жемчужины. Разбитый сердцем заглавный трек или „Confetti“, сокрушения „Bit Part in Your Life“, любовное послание к веществам „My Drug Buddy“ или замечательная „Alison’s Starting to Happen“, где девушка находит себя, открывая для себя панк-рок, улавливают лаконичные ритмы пригорода, а его тёплый, дружелюбный голос, который компенсируется гармониями Джулианы Хэтфилд, придаёт песням эмоциональный резонанс. It’s a Shame About Ray позже был переиздан с грамотным панк-поп-ремейком „Mrs. Robinson“ Simon & Garfunkel, добавленным в качестве бонус-трека. Когда Дандо приблизился к славе, альбом снова был репрессирован, а название „My Drug Buddy“ было сокращено до „Buddy“. Позже ему вернули его первоначальное название».
Стивен М. Дойснер написал рецензию в Pitchfork, где также рассмотрел издание на DVD с видео и живыми выступлениями с австралийского тура Lemonheads: «демонстрирующий круг друзей, которые вдохновили альбом, а также устаревший клип на заглавный трек с Джонни Деппом в главной роли. Но настоящая привлекательность здесь — это набор демо: песни Дандо стоят исключительно хорошо, раздетые до самых необходимых вещей, особенно «My Drug Buddy» и «Bit Part», в которых отсутствует крикливое вступление Пегги Нунан, но присутствует нежный бэк-вокал Хэтфилда. В конечном счете, эти демо доказывают, сколько мастерства и заботы было вложено в уникальное сочетание легкомыслия и серьезности альбома, которое звучит так естественно, что его можно легко пропустить».

## Список композиций
Все композиции написаны Эваном Дандо, за исключением особо указанных случаев.
1. «Rockin Stroll» — 1:48
2. «Confetti» — 2:47
3. «It’s a Shame About Ray» (слова: Дандо, Том Морган; музыка: Дандо) — 3:08
4. «Rudderless» — 3:21
5. «My Drug Buddy»- 2:52
6. «The Turnpike Down» — 2:34
7. «Bit Part» (studio version) (слова: Дандо, Морган; музыка: Дандо) — 1:52
8. «Alison’s Starting to Happen» — 2:00
9. «Hannah & Gabi» — 2:41
10. «Kitchen» (Nic Dalton) — 2:55
11. «Ceiling Fan in My Spoon» — 2:00
12. «Frank Mills» (James Rado, Gerome Ragni, Galt MacDermot) — 1:45

Бонусный трек переиздания

## Чарты
| Чарт (1992)                      | Высшая позиция |
| -------------------------------- | -------------- |
| Австралия (ARIA)                 | 23             |
| Великобритания (UK Albums Chart) | 33             |
| США (Billboard 200)              | 36             |

## Сертификации
| Регион                                                      | Сертификация | Продажи  |
| ----------------------------------------------------------- | ------------ | -------- |
| Австралия (ARIA)                                            | Золотой      | 35 000^  |
| Великобритания (BPI)                                        | Золотой      | 100 000^ |
| США (RIAA)                                                  | Золотой      | 500 000^ |
| ^ Данные о тиражах приведены только на основе сертификации. |              |          |